# Acochlidium fijiense
Acochlidium fijiense is een slakkensoort uit de familie van de Acochlidiidae. De wetenschappelijke naam van de soort is voor het eerst geldig gepubliceerd in 1991 door Haynes & Kenchington.